# Belle Kendrick Abbott
Isabella "Belle" Kendrick Abbott (3 de noviembre de 1842 - 27 de diciembre de 1893)  fue una autora estadounidense del sur profundo, cuya única novela publicada, Leah Mordecai, se publicó en 1875.
Abbott nació en Barnesville, Georgia, hija de Samuel S. Kendrick. El erudito griego Asahel C. Kendrick era tío. Se casó con Benjamin F. Abbott en 1866 y vivió durante muchos años en Peachtree Street, entre Cain Street (posteriormente rebautizada como International Boulevard) y Harris Street. 

## Obras notables
Leah Mordecai fue publicada en la Navidad de 1875, cuando Abbott tenía 33 años Es una historia de mayoría de edad ambientada en Charleston, Carolina del Sur, durante la década de 1850, poco antes de la Guerra Civil. El personaje principal, que es judío, se ve sometido al desprecio y al abuso por parte de la mujer celosa y codiciosa que se casa con su padre viudo, un rico banquero. Buscando alivio a su infelicidad, Leah sólo genera más angustia cuando, al contraer matrimonio con un gentil importuno, incurre en la violenta ira de su padre.
En 1889, Abbott publicó una serie de cuatro artículos en el Atlanta Constitution sobre "Los indios Cherokee en Georgia", basados en parte en entrevistas que había realizado.